# Saqui carapelat
El saqui carapelat (Pithecia irrorata) és una espècie de mico de la família dels pitècids que es troba a Bolívia, el Brasil i el Perú.
Són primats de mida mitjana amb pèl llarg i llanós i una cua llarga i peluda. Pesen de 2,1 a 2,2 quilograms, una mica més els mascles que les femelles. A l'esquena són clapejats de gris i a la cara ventral són negres, i les mans i peus són més clars. La cara és gris i sense pèl, però queda parcialment oculta pel pèl del cap que penja formant una mena de serrell. La cua no és prènsil.
Viuen al sud-oest de la conca de l'Amazones i tenen l'àrea de distribució més meridional de tots els saquis, al sud de l'Amazones i a l'oest del Madeira.
Se'n sap poc de la seva biologia, però com els altres saquis és diürn i arborícola i viu en petits grups.